# San José del Cuarto
San José del Cuarto är en ort i Mexiko.   Den ligger i kommunen San Miguel el Alto och delstaten Jalisco, i den centrala delen av landet, 400 km väster om huvudstaden Mexico City. San José del Cuarto ligger 1 947 meter över havet och antalet invånare är 125.
Terrängen runt San José del Cuarto är huvudsakligen platt, men norrut är den kuperad. Terrängen runt San José del Cuarto sluttar norrut. Runt San José del Cuarto är det ganska glesbefolkat, med 35 invånare per kvadratkilometer. Närmaste större samhälle är San Miguel el Alto, 12,9 km nordost om San José del Cuarto. I omgivningarna runt San José del Cuarto växer huvudsakligen savannskog.